# Hortophora
Hortophora – rodzaj pająków z rodziny krzyżakowatych. Obejmuje 13 opisanych gatunków. Zamieszkują krainę australijską. Przędą duże, koliste sieci łowne.

## Morfologia

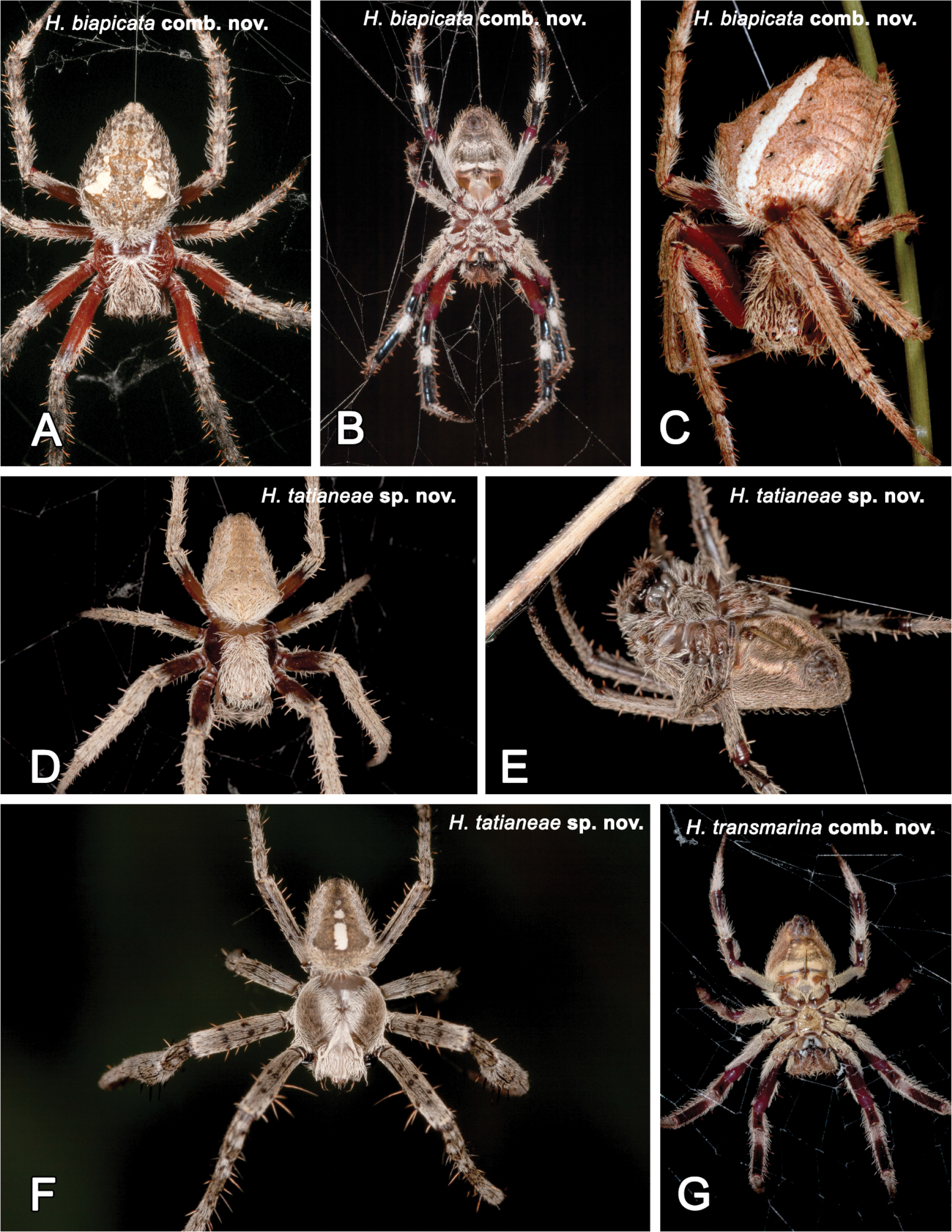
Przykładowe gatunki

Pająki o ciele długości od 7 do 22 mm w przypadku samic i od 5,9 do 11,5 mm w przypadku samców. Dłuższy niż szeroki, gruszkowaty w zarysie karapaks ma ubarwienie beżowe do rudobrązowego i częstokroć porośnięty jest gęsto białymi szczecinkami. U samców karapaks ma węższą część głowową i podłużną jamkę, u samic zaś część głowowa jest szersza, a jamka okrągława, nieco ku przodowi przedłużona. Oczy pary przednio-środkowej są największe i u samców wystają poza obrys karapaksu. Oczy pary przednio-bocznej i tylno-bocznej niemal stykają się ze sobą i u samców leżą na wspólnych wzgórkach. Oczy pary tylno-bocznej leżą nieco bardziej z tyłu niż pary tylno-środkowej i są od niej oddalone o odległość większą niż ich średnice. Szczękoczułki mają od dwóch do czterech zębów na krawędzi przedniej i od jednego do czterech na tylnej. Szersza niż długa warga dolna ma gładką krawędź przednią. U samca endyty zaopatrzone są w zęby boczne. Dłuższe niż szerokie sternum porastają szczecinki. Kolejność par odnóży od najdłuższej do najkrótszej to I, IV, II, III. U samców golenie drugiej pary są mocniej zbudowane niż pierwszej i silnie kolczaste.
Opistosoma (odwłok) ma kształt prawie trójkątny do jajowatego, z dobrze zaznaczonymi guzami barkowymi, i jest stosunkowo krótsza niż u rodzaju Plebs; wyjątkiem jest H. cucullus mający opistosomę z guzami bocznymi, u samca przewieszoną ponad kądziołkami. Na jej wierzchu występuje wzór przypominający liść dębu, a często rozmaite inne białe znaki. W przeciwieństwie do rodzaju Backobourkia brak jest białego trójkątnego znaku na przedzie oraz silnych, kolcowatych szczecinek. Spód opistosomy ma zwykle słabo zaznaczone jasne linie boczne, rzadziej parę białych kropek pośrodku, jasne łatki lub jasne przepaski poprzeczne. Brak na jej spodzie jasnego, Ü-kształtnego wzoru charakterystycznego dla rodzaju Plebs.

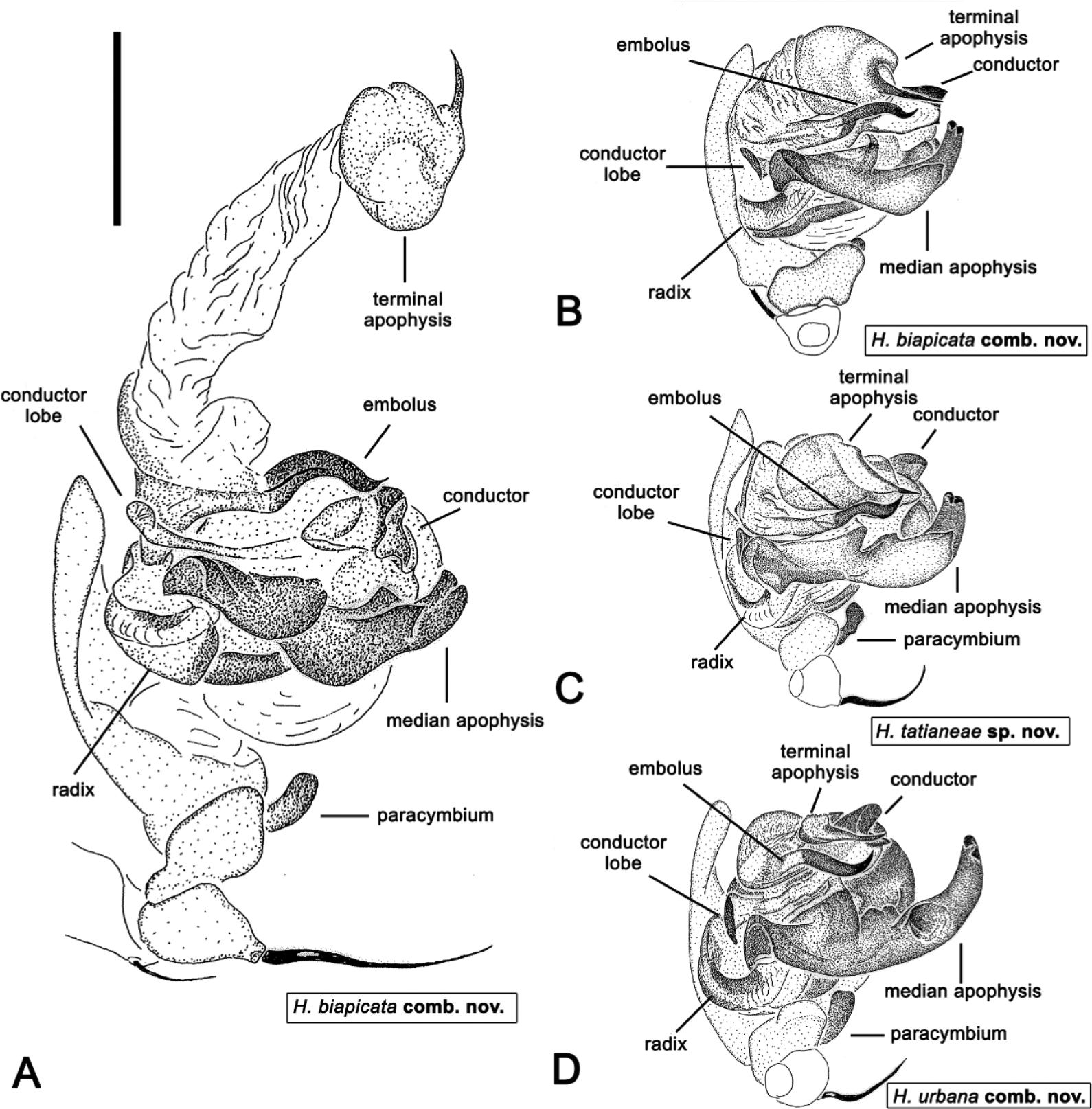
Budowa aparatu kopulacyjnego samca

Genitalia samicy mają płytkę płciową słabiej niż u Lariniophora wyniesioną, o bardzo zwartej, okrągłej w widoku brzusznym i niepomarszczonej nasadzie, wyraźnym i mocno zesklerotyzowanym przedsionku oraz zazwyczaj o silnie wydłużonej, u podstawy skierowanej doprzodowo, a potem zakrzywionej ku tyłowi, pozbawionej kieszonki końcowej szypułce.
Nogogłaszczki samca mają na rzepce jedną, a u H. cucullus dwie szczecinki makroskopowe. Aparat kopulacyjny cechuje się m.in. pociągłym i hakowatym paracymbium, poprzecznie wydłużoną, pozbawioną dwupłatowego wyrostka apofyzą medialną o nasadzie łukowato zakrzywionej ponad radiksem i o płatowatym, rozdwojonym lub roztrojonym wierzchołku, prostym do sinusoidalnie zakrzywionego, pozbawionym „czapeczki” embolusem oraz pęcherzykowatą i zwężoną ku spiczastemu i zesklerotyzowanemu szczytowi apofizą terminalną. Ów szczyt apofizy terminalnej u przynajmniej części gatunków stowarzyszony jest u podstawy z drugą strukturą spiczastą. Embolus i szczyt apofizy terminalnej leżą w wykrojeniu po brzusznej stronie konduktora. Płat konduktora jest dobrze wykształcony, wydłużony, acz mniejszy niż u Novakiella, zakończony zaokrągloną szpatułką o dobrzusznie odgiętym szczycie, porośniętą łuskowatymi strukturami. Sam konduktor podzielony jest na część błoniastą i zesklerotyzowaną. Z wyjątkiem H. lodicula nieobecny jest płat lub guzek tegularny.

## Ekologia i występowanie

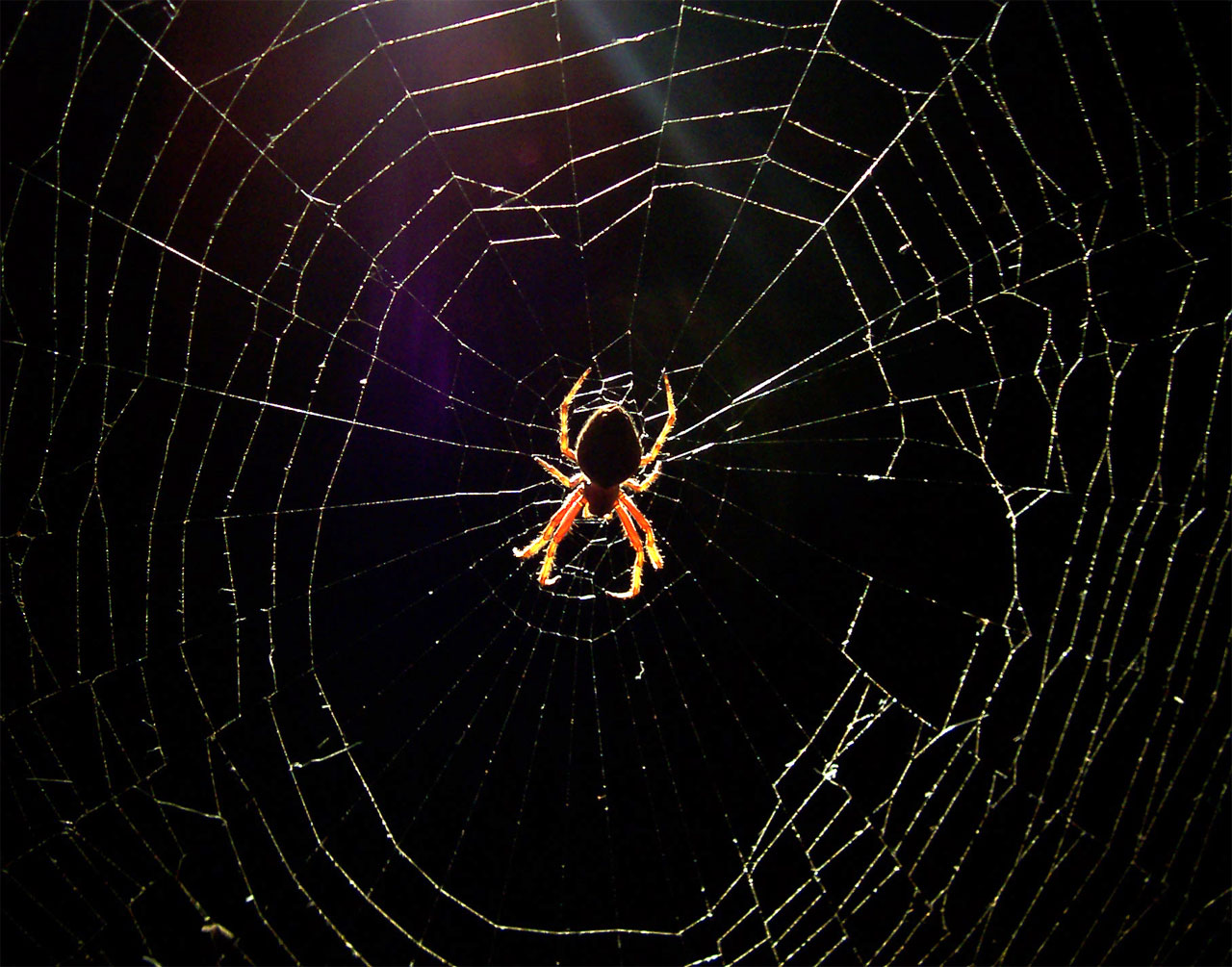
Hortophora transmarina w sieci

Przedstawiciele rodzaju zamieszkują krainę australijską, w tym kontynentalną Australię, Tasmanię, Wyspę Norfolk, Papuę-Nową Gwineę, Nową Kaledonię, Wyspy Lojalności, Samoa, Fidżi i Vanuatu. Najliczniej rodzaj reprezentowany jest w Australii, gdzie stwierdzono 10 gatunków.
Pająki te przędą duże, koliste sieci łowne rozpięte między krzewami lub drzewami. Spotykane są w strefach umiarkowanych, półpustynnych, pustynnych i tropikalnych. Zasiedlają rozmaite lasy, zadrzewienia i zakrzewienia, a niektóre gatunki także ogrody, przedmieścia i miejskie parki.

## Taksonomia
Takson ten wprowadzony został w 2021 roku przez Volkera W. Framenau i Pedra de S. Castanheirę w publikacji współautorstwa Rennera L.C. Baptisty i Francisci Sâmii M. Oliveiry na łamach „Evolutionary Systematics”. Autorzy umieścili w nim gatunki nowe i zaliczane wcześniej do rodzajów Epeira i Eriophora. Nazwa Hortophora to połączenie łacińskiego hortus oznaczającego „ogród” z nazwą drugiego z wymienionych.
Do rodzaju tego należy 13 opisanych gatunków:
- Hortophora biapicata (L. Koch, 1871)
- Hortophora capitalis (L. Koch, 1871)
- Hortophora cucullus Framenau & Castanheira, 2021
- Hortophora flavicoma (Simon, 1880)
- Hortophora lodicula (Keyserling, 1887)
- Hortophora megacantha Framenau & Castanheira, 2021
- Hortophora porongurup Framenau & Castanheira, 2021
- Hortophora tatianeae Framenau & Castanheira, 2021
- Hortophora transmarina (Keyserling, 1865)
- Hortophora urbana (Keyserling, 1887)
- Hortophora viridis (Keyserling, 1865)
- Hortophora walesiana (Karsch, 1878)
- Hortophora yesabah Framenau & Castanheira, 2021

Rodzaj ten w obrębie krzyżakowatych zaliczany jest do grupy Backobourkiines, obejmującej także rodzaje Acroaspis, Backobourkia, Carepalxis, Lariniophora, Novakiella, Plebs i Singa.